# رأي
بوجه عام، يعد الرأي اعتقادًا ذاتيًا ويكون نتيجة لـ مشاعر أو تفسير لـ الحقائق. ويمكن تأييد الرأي عن طريق الحجاج، على الرغم من أنه يمكن عرض آراء معارضة يدعمها مجموعة الحقائق نفسها. ونادرًا ما تتغير الآراء دون تقديم حُجج جديدة. يُمكن أن يكون الرأي مسببًا؛ حيث إن تأييد أحد الآراء عن طريق الحقائق أفضل من تأييد رأي آخر عن طريق تحليل المناقشات المؤيدة له. وفي حالة الاستخدام العرضي، يمكن أن ينشأ مصطلح الرأي نتيجة لـ منظور الفرد وفهمه ومشاعره الخاصة واعتقاداته ورغباته. وقد يشير الرأي إلى معلومات لا تستند إلى دليل، على العكس من المعرفة والواقع القائم على الاعتقادات.
وتعرّف الآراء الجماعية أو المهنية على أنها إجماع عالي المستوى لإثبات الرأي. (انظر أدناه)

## نظرية المعرفة
في الاقتصاد وغيره من العلوم الاجتماعية والفلسفة، يعتمد التحليل على الآراء التي يشار إليها بـ المعياري معيار (علم الفلسفة) (ما يجب أن يكون) على العكس من التحليلات الوضعية التي تعتمد على الملاحظة العلمية (لما هو ملموس أو يمكن إثباته بالتجربة).
وتاريخيًا، ظهرت عملية التمييز المعرفية وصيغت الآراء بواسطة الفلاسفة الإغريق القدماء. واليوم، تعد تناظرات أفلاطون على خط التقسيم توضيحًا مشهورًا عن التمييز بين المعرفة والرأي أو المعرفة والاعتقاد وذلك وفقًا للمصطلحات الفنية المعتادة للفلاسفة المعاصرين. ومن الممكن أن تكون الآراء مقنعة ولكن التأكيدات التي تبنى عليها فقط من الممكن أن تكون صحيحة أو خاطئة.

## الآراء الجماعية والمهنية

### الرأي العام ورأي المستهلك ورأي المجموعة
الرأي العام عبارة عن سلوكيات أو اعتقادات الأفراد ككل الموجودة في عينة نموذجية من السكان، بينما يشير مصطلح رأي المستهلك إلى الآراء التراكمية المتماثلة في جزء من البحوث التسويقية، في حين يتم تجميع رأي المجموعة من خلال مجموعة من الموضوعات مثل الأعضاء الذين يخضعون للدراسات العلمية في بعض الحالات الاجتماعية والمهنية والمحاربين والناجين من صدمات الطفولة...إلخ.

### الرأي العلمي
«الرأي العلمي» هو الرأي العام للهيئة المهنية العلمية الذي يتحقق من خلال البحوث المتعمقة وقابليتها لإعادة الإنتاج والقرارات الصحيحة العادلة التي تعتمد على الحقائق المستمدة من التجربة. أما الرأي العلمي الذي يمثل الاتفاق الجماعي الرسمي لـ الهيئة أو المؤسسة العلمية، غالبًا ما يكون في صورة دراسة منشورة تشرح البحوث التي نتج عنها الدليل العلمي الذي يعتمد عليه هذا الرأي العلمي. ويمكن مقارنة «الرأي العلمي» (أو الإجماع العلمي) مع «الرأي العام» الذي يشير بصفة عامة إلى تجميع آراء عدة مؤسسات وكيانات علمية مختلفة وعلماء فرديين لهم علاقة بهذا المجال.

### الرأي القانوني
«الرأي القانوني» أو «الرأي النهائي» هو أحد أنواع الرأي المهني المشتمل عادة في الرأي القانوني للخطابات الرسمية التي تقدم من الوكيل للموكل أو الطرف الثالث. فغالبية الآراء القانونية مقدمة بخصوص العمليات التجارية. ويعبر هذا الرأي عن وجهة نظر الحُكم المهني للموكل في معالجة الأمور القانونية. ومع ذلك، لا يعتبر الرأي القانوني ضمانًا بأن تصل المحكمة إلى أي نتيجة محددة. وعلى الرغم من ذلك، فربما تتسبب الآراء القانونية الخاطئة أو غير المكتملة إلى سوء تصرف مهني ومن ثم، رفع دعوى ضد الموكل ومطالبته بموجب هذه التصرفات بدفع الأضرار التي تعرض لها المدعي نتيجة الاعتماد على الآراء الخاطئة.

### الرأي القضائي
«الرأي القضائي» أو«رأي المحكمة» هو رأي القاضي أو مجموعة القضاة المفسرين للقرار أو الحكم الذي تمت المرافعة فيه أمام المحكمة لعرض الأسباب والمبادئ القانونية التي استندت إليها المحكمة للوصول إلى قرارها. وعادة ما يُطلب من القضاة في الولايات المتحدة تقديم القاعدة التي اعتمد عليها قرارهم هذا ومضمون هذه القرارات القضائية التي قد تحتوي على أسباب عدة للاستئناف وإلغاء قرارهم من قبل المحكمة العليا.

### الرأي الافتتاحي
«الرأي الافتتاحي» هو الرأي المعلن في الصحيفة أو من رئيس تحريرها ويتم نقله في الصفحة الافتتاحية.

## وصلات خارجية
- I’m entitled to an opinion.